# چیلدرن آو بادم
چیلدرن آو بادِم (به انگلیسی: Children Of Bodom) با نام کوتاه COB یک گروه موسیقی ملودیک دث متال بود که در سال ۱۹۹۳ با نام اِنِرثد (به انگلیسی: Inearthed) در شهر اسپوی فنلاند تشکیل شد. آخرین اعضای این گروه پیش از انحلال در سال ۲۰۱۹ آلکسی لایهو (خواننده و نوازنده گیتار لید)، یاسکا راتیکاینن (نوازنده درام)، هنکا سپالا (نوازنده گیتار بیس)، یانه ویرمان (نوازنده کیبورد) و دانیل فریبری (نوازنده گیتار ریتم) بودند. در طول فعالیت این گروه ده آلبوم استودیویی، دو آلبوم اجرای زنده، دو آلبوم گردآوری‌شده، یک آلبوم تصویری، بیست موزیک‌ ویدیو، دو آلبوم چندآهنگه، شانزده تک‌آهنگ و یک آلبوم بازخوانی‌شده توسط آنها منتشر شد. سومین آلبوم این گروه با نام  از فرشته مرگ پیروی کن، نخستین آلبوم آنان بود که موفق به دریافت گواهینامه طلا در کشور فنلاند شد. آلبوم‌های بعدی این گروه نیز به همین موفقیت دست پیدا کردند. همچنین چهار آلبوم بعدی این گروه در رتبه‌ی نخست جدول آلبوم‌های موسیقی فنلاند قرار گرفتند و به رتبه‌های بالایی در جداول بیلبورد ۲۰۰ ایالات متحده رسیدند. این گروه به عنوان یکی از پرفروش‌ترین گروه‌های موسیقی فنلاندی در تمام دوران‌ها شناخته می‌شود که به تنهایی توانست بیش از ۲۵۰٬۰۰۰ نسخه از آثارش را به فروش برساند.
آخرین کنسرت این گروه در سال ۲۰۱۹ با عنوان فصلی به نام چیلدرن آو بادم در شهر هلسینکی اجرا شد و پس از آن گروه برای همیشه به کار خود پایان داد. یک سال بعد آلکسی لایهو و دانیل فریبری گروه جدیدی را با نام بادم افتر میدنایت (به انگلیسی: Bodom After Midnight) تشکیل دادند و فعالیت خود را از سر گرفتند، اما پس از مدت کوتاهی آلکسی لایهو، بنیانگذار و آهنگساز اصلی این گروه در اواخر دسامبر ۲۰۲۰ به دلیل بیماری درگذشت.

## تاریخچه

### تشکیل گروه و سال‌های آغازین فعالیت (۱۹۹۳ تا ۱۹۹۷)
گروه چیلدرن آو بادم در سال ۱۹۹۳ توسط آلکسی لایهو (نوازنده گیتار) و یاسکا راتیکاینن (نوازنده درام) با نام انرثد تشکیل شد. آلکسی و یاسکا همدیگر را از دوران نوجوانی می‌شناختند و هر دو به موسیقی هوی متال، به ویژه گروه‌های دث متال مانند دیسکشن، اینتومبد، کنیبال کورپس، آتاپسی و آبیچوآری و گروه‌های کلاسیک متال مانند آیرن میدن، جوداس پریست، بلک سبث، متالیکا، دیو و آزی آزبورن علاقه داشتند. سامولی میتینن به عنوان نوازنده گیتار بیس گروه، اعضای گروه را انتخاب کرد و انرثد نخستین نسخه آزمایشی خود با نام انفجار بهشت را در آگوست همان سال ضبط نمود.

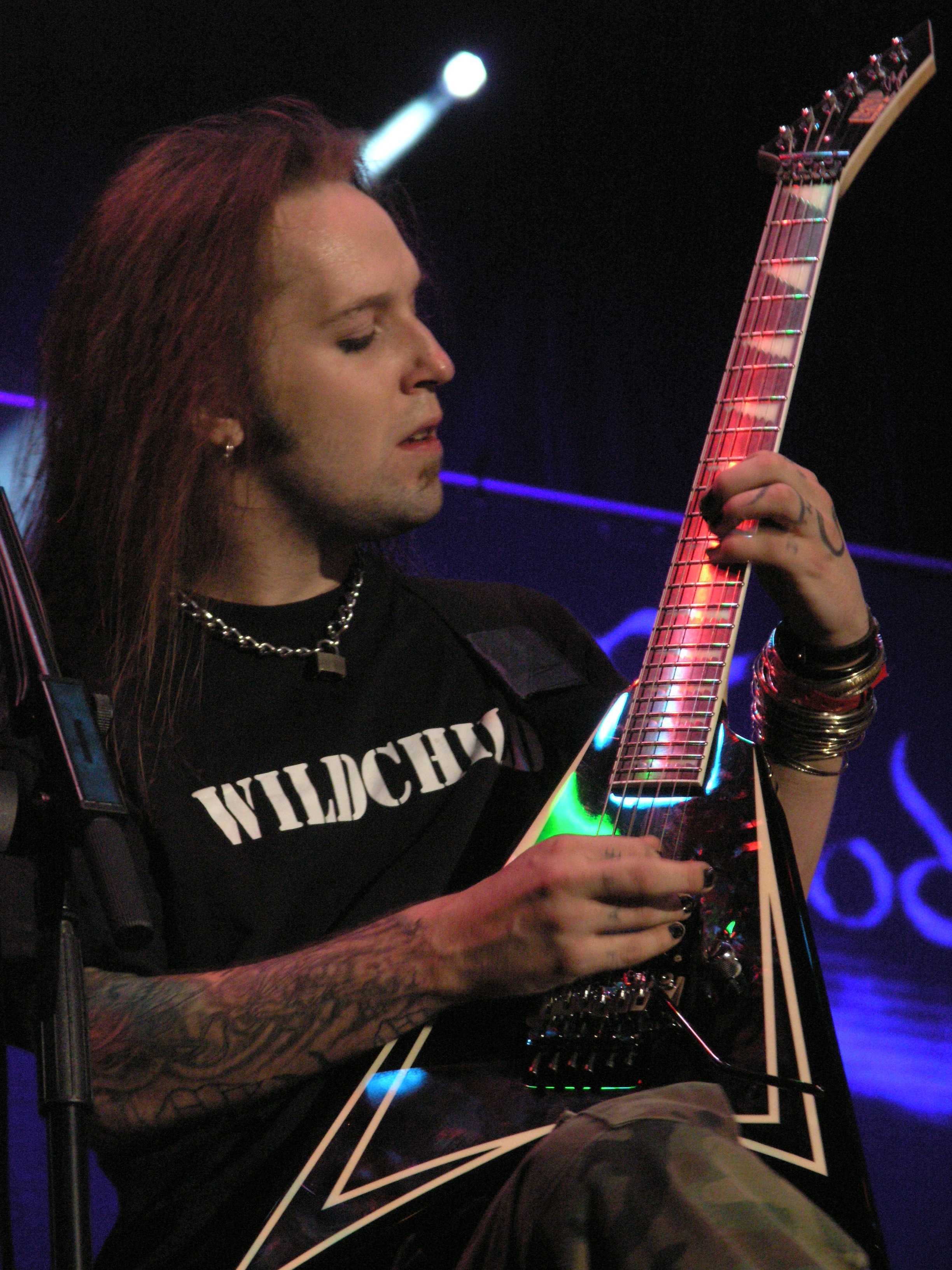
آلکسی لایهو، خواننده و نوازنده گیتار لید در سال ۲۰۰۷

از آغاز کار انرثد، سامولی میتینن به مدت دو سال ترانه‌سرای اصلی گروه بود تا اینکه خانواده‌اش در سال ۱۹۹۵ به ایالات متحده مهاجرت کردند و او به ناچار از این گروه جدا شد. آخرین همکاری او با انرثد، ترانه‌سرایی برای دومین نسخه آزمایشی این گروه با نام غیبت فراگیر بخشش بود که نخستین تجربه همکاری آنها با یک تهیه‌کننده به نام آنسی کیپو در استودیوی آستیا (در لاپرنتای فنلاند) به شمار می‌رفت. در این آهنگ برای نخستین بار از کیبورد استفاده شد. برای انجام این کار آلکسی لایهو و یاسکا راتیکاینن هر کدام به صورت جداگانه قطعه مربوط به کیبورد را نواختند و در پایان قطعه ضبط شده را با سازهای دیگر میکس کردند. آلکسی لایهو که تا پیش از آن فقط آهنگساز گروه بود، ترانه‌سرایی گروه را هم به عهده گرفت.
در همان زمان یاسکا راتیکاینن که نوازنده کر در یکی از گروه‌های بزرگ محلی بود، در طی تمرین با آلکساندر کوپالا آشنا می‌شود که هم نوازنده ترومپت و هم نوازنده چیره‌دست گیتار بود. مدت کوتاهی پس از ضبط دومین نسخه آزمایشی، کوپالا به عنوان نوازنده گیتار ریتم به گروه دعوت شد.
سپس یک نوازنده گیتار بیس به نام هنکا سپالا که آلکسی لایهو و یاسکا راتیکاینن از دوران مدرسه با او آشنایی داشتند به گروه پیوست و جایگزین سامولی میتینن شد. هنکا سپالا در کنار نوازندگی گیتار بیس، به عنوان همخوان با گروه همکاری می‌کرد. همچنین گروه برای استفاده تخصصی از کیبورد در آهنگ‌ها، نوازنده‌ای به نام یانی پیریسیوکی را استخدام کرد. پیریسیوکی و سپالا هر دو در اواخر سال ۱۹۹۶ به انرثد پیوستند.
با این ترکیب جدید، گروه نسخه آزمایشی سوم خود را که درخشش نام داشت ضبط کرد. این نسخه برخلاف دو نسخه پیشین، ناشران موسیقی را تحت تأثیر خود قرار نداد و هیچ کدام از ناشران تمایلی برای انتشار آن نشان ندادند. گروه با وجود تلاشی که داشت، به اندازه کمی شناخته شده بود. فعالیتشان هم به کنسرت‌های محلی محدود می‌شد. بنابراین برای آخرین تلاش، گروه تصمیم گرفت که آلبومی کاملاً مستقل و ساخته‌ی خودشان تهیه کند. 
آلکسی لایهو می‌خواست در آهنگ‌ها استفاده موثرتری از کیبورد کند ولی پیریسیوکی توجه چندانی به تمرینات نمی‌کرد. به همین دلیل بود که او از گروه اخراج شد و یکی از دوستان راتیکاینن جایگزین او گردید. او یک یه پیانیست جز به نام یانه ویرمان بود.
ویرمان کسی بود که جای خالی‌اش پیش از آن نیز در انرثد حس می‌شد. حضور او باعث شد که گروه سبک کاری خود را پیدا کند که بعدها بر همین اساس، شخصیت اصلی چیلدرن آو بادم هم شکل گرفت. با حضور ویرمان، گروه توانست نخستین آلبوم خود را با موفقیت در سال ۱۹۹۷ منتشر کند. قرار بود تا نخستین آلبوم آنها با نام چیزی وحشی توسط یک شرکت کوچک بلژیکی نشر موسیقی به نام شیور ریکوردز منتشر شود، اما همخوان گروه ثای سرپنت که سامی تنتز نام داشت، یک نسخه از آلبوم را از طریق آلکساندر کوپالا بدست آورد. در آن زمان هر دوی آنها برای یک شرکت کار می‌کردند. پس از مدت کوتاهی انرثد قراردادی را با یک شرکت نشر موسیقی به نام اسپاینفارم ریکوردز امضاء کرد. رییس این شرکت تمایل داشت که آلبوم گروه در سراسر کشور منتشر شود. قرارداد بعدی برای گروه انرثد جذاب‌تر بود زیرا تا پیش از آن ناشر بلژیکی هیچ‌گونه کمکی به گروه نمی‌کرد، تا جایی که آنها مجبور بودند توزیع و فروش آلبومشان را خودشان انجام دهند.
انرثد نامی بود که در قرارداد گروه با شرکت شیور ریکوردز به ثبت رسیده بود و به همین دلیل گروه برای امضای قرارداد با اسپاینفارم ریکوردز به نام دیگری نیاز داشت. برای انتخاب نام جدید، هرکدام از اعضای گروه در دفترچه تلفن خود به دنبال یک نام مناسب گشتند و وقتی به نام دریاچه بادم رسیدند، دریافتند که این نام می‌تواند تأثیرگذار باشد زیرا داستان جذابی در پشت آن وجود داشت. بنابراین یک فهرست بلندبالا از نام‌هایی که کلمه بادم در آنها وجود داشت را تهیه کردند و سرانجام بر سر نام چیلدرن آو بادم با یکدیگر به توافق رسیدند. نام گروه از کشتارهای دریاچه بادم گرفته شده است.

### آلبوم‌هایچیزی وحشیوکینه‌توز(۱۹۹۷ تا ۱۹۹۹)
آلبوم چیزی وحشی توسط آنسی کیپو و چیلدرن آو بادم در استودیوی آستیا (واقع در شهر لاپرنتای فنلاند) تهیه، ضبط و میکس شد. به عنوان تلاشی برای ترفیع گروه، آنها اجرای افتتاحیه یکی از کنسرت‌های گروه دیمو بورگیر در سال ۱۹۹۷ را بر عهده گرفتند. موفقیت آنها به اندازه‌ای بود که نماینده شرکت نوکلیر بلست قراردادی برای انتشار آثار گروه در سطح اروپا را با آنها مطرح کرد. توافقی که سال بعدش اجرا درآمد. آلبوم چیزی وحشی در اواخر سال ۱۹۹۷ در فنلاند و در سال ۱۹۹۸ در سراسر جهان منتشر شد. در اوایل سال ۱۹۹۸، برای اهداف تبلیغاتی، گروه یک موزیک ویدئو از آهنگ "جنگجوی شب‌زنده‌دار" ضبط کرد. این ویدئو توسط میکا لیندبرگ کارگردانی شد و هزینه ساخت آن کم و  ۱۰۰۰ یورو بود. در این موزیک ویدئو از نماهای ساده استفاده شده بود که اساساً شامل فضایی باز پس از طوفان برف بود. اعضای گروه برای ضبط این موزیک ویدئو مجبور شدند چند ساعت در شب در دمای متوسط منفی پانزده درجه سانتیگراد نوازندگی کنند.
اگرچه لایهو نسبت به تمام موسیقی‌هایی که نوشته است انتقادات بسیاری دارد، اما خاطرنشان می‌کند که او در بین آلبوم‌هایش بیشتر از همه از آلبوم چیزی وحشی خوشش نمی‌آید. هنگام ضبط این آلبوم، لایهو سعی کرده بود سبک یکی از بُت‌های خود، اینگوی مالمستین را تقلید کند، به همین دلیل است که چیزی وحشی یکی از فنی‌ترین آلبوم‌هایی است که چیلدرن آو بادم تولید کرده است. با این وجود، او هنوز این آلبوم را "مهم‌ترین" کارشان می‌داند که "آنها را در مسیر قرار داد".

### بازگشت به فرم با آلبومهاله خون(۲۰۱۰ تا ۲۰۱۴)
پس از پایان تور مستِ خون، چیلدرن آو بادم ضبط آلبوم جدید خود را آغاز کرد. هنگام ضبط قطعه‌های درام، گردباد کوچکی رخ داد و برق قطع شد. در نتیجه ضبط آلبوم تا تا پایان تور آنها (که همراه با گروه بلک لیبل سوسایتی بود) به تعویق افتاد. چیلدرن آو بادم اطلاعاتی را در مورد قطعات جدید آلبوم به مجله متال همر ارائه داد. نام سه آهنگی که آنها منتشر کردند "بانوی خودکشی بیدمشکی"، "زشت" و "آیا ارزشش را داشت؟" بود.

### آلبوم‌هایآشوب را می‌پرستم،مستحکمو آخرین اجرا (۲۰۱۵ تا ۲۰۱۹)
گروه در ۷ آوریل ۲۰۱۵ اعلام کرد که ساخت آلبوم هاله خون را آغاز کرده است. در ۲۹ مه ۲۰۱۵ گروه در صفحه فیسبوک خود اعلام کرد که روپه لاتوالا از چیلدرن آو بادم جدا شده است و برای نخستین بار، گروه با چهار عضو اقدام به ساخت آلبوم می‌کند. با این حال گروه بعداً اعلام کرد که در همه اجراهای زنده تا پایان سال، قطعه‌های مربوط به لاتوالا توسط آنتی ویرمان برادر کوچکتر یانه ویرمان نوازنده کیبورد گروه نواخته خواهد شد. آنتی ویرمان کار خود را با گروه در یک اجرای زنده خصوصی در هلسینکی آغاز کرد. پس از آن یانه ویرمان در مصاحبه‌ای اعلام کرد که برادرش عضو دائمی گروه نخواهد بود. در ۸ ژوئن ۲۰۱۵ اعلام گردید که نام آلبوم آشوب را می‌پرستم خواهد بود. این آلبوم در ۲ اکتبر ۲۰۱۵ توسط شرکت نشر موسیقی نوکلیر بلست منتشر شد. گروه در ۱۹ ژانویه ۲۰۱۶ اعلام کرد که دانیل فریبری به عنوان نوازنده گیتار به گروه پیوسته است و در ۹ فوریه، نخستین همکاری خود با گروه را در اجرای زنده در تامپای فلوریدا خواهد داشت.
در مصاحبه با مجله اوکراینی نویزر زین که در ۱۴ سپتامبر ۲۰۱۷ انجام شد، یانه ویرمان نوازنده کیبورد چیلدرن آو بادم در پاسخ به این سوال که برنامه گروه برای آغاز کار روی آلبوم جدید با "همان تیم تولید" (شامل میکو کارمیلا و میکا یوسیلا) پس از پایان تور '۲۰ سال غمگین و آلوده' چه خواهد بود، گفت: "بله، من فکر می‌کنم که همین برنامه را داریم و ما قصد داریم آن آلبوم را در استودیوی خودمان ضبط کنیم". در نوامبر ۲۰۱۷ هنکا سپالا نوازنده گیتار بیس گروه در مصاحبه‌ای توضیح داد که نیمی از آلبوم آینده ساخته شده است. آنها در مارس ۲۰۱۸ ضبط آلبوم جدیدشان را آغاز کردند. در آگوست ۲۰۱۸ سپالا در مصاحبه‌ای با توتال‌راک ریدیو اظهار داشت که آلبوم در اواخر سال ۲۰۱۹ منتشر خواهد شد. در نوامبر ۲۰۱۸ گروه اعلام کرد که نام آلبوم مستحکم خواهد بود. آلبوم در ۸ مارس ۲۰۱۹ منتشر شد.

در ۱ نوامبر ۲۰۱۹  اعلام شد که گروه چیلدرن آو بادم آخرین اجرای خود را در تاریخ ۱۵ دسامبر به روی صحنه خواهد برد. آن کنسرت با نام "فصلی به نام چیلدرن آو بادم"  در سالن آیس هال هلسینکی در فنلاند اجرا گردید. در بیانیه‌ای اعلام شد:
"پس از حدود ۲۵ سال با بادم، هزاران کنسرت و ۱۰ آلبوم، هنکا [سپالا]، یانه [ویرمان] و یاسکا [راتیکاینن] تصمیم به کناره‌گیری از گروه و تغییر مسیر زندگی خود گرفتند. آلکسی [لایهو] و دانیل [فریبری] اطلاعات بیشتری درباره ساخت آهنگ‌های جدید در آینده خواهند داد".
بعدها در گزارشی اعلام شد که دلیل اصلی این جدایی فقدان نقطه‌نظر مشترک بین راتیکاینن، سپالا و ویرمان با لایهو بوده است. در روزنامه هلسینگین سانمات گفته شد که لایهو و فریبری یک نوازنده جدید گیتار بیس و یک نوازنده جدید درام پیدا کردند. طبق گفته مجله موسیقی فنلاندی سوندی، لایهو بدون اجازه از هم‌گروهی‌های سابق خود، اجازه استفاده از نام چیلدرن آو بادم را نخواهد داشت.

### تشکیل گروه بادم افتر میدنایت و درگذشت آلکسی لایهو (۲۰۲۰ تا ۲۰۲۱)
در سال ۲۰۲۰ آلکسی لایهو تصمیم گرفت که فعالیت خود را به همراه دانیل فریبری در گروه جدیدشان به نام بادم افتر میدنایت ادامه دهد. میتیا تویونن نوازنده گیتار بیس (عضو پیشین گروه سانتا کروز)، والتری واورینن نوازنده درام (عضو پیشین گروه پارادایس لاست) و لاوری سالوما نوازنده کیبورد (بصورت مهمان در اجراهای زنده) به گروه پیوستند. کار گروه با یک اجرای زنده در ۲۳ اکتبر ۲۰۲۰ در شهر سینایوکی فنلاند و دو اجرای دیگر در باشگاه تاواستیا در شهر هلسینکی فنلاند آغاز شد. در آن اجرا، گروه به مدت یک ساعت مجموعه‌ای از آهنگ‌های چیلدرن آو بادم را بازخوانی کرد.
در ۴ ژانویه ۲۰۲۱ اعلام شد که آلکسی لایهو در اواخر دسامبر ۲۰۲۰ به دلیل بیماری در سن ۴۱ سالگی درگذشته است. تا پیش از مرگ او، گروه بادم افتر میدنایت سرگرم کار بر روی نخستین آلبومشان بود و ساخت سه آهنگ و یک موزیک ویدیو نیز به پایان رسیده بود. پس از مرگ آلکسی و در تاریخ ۱۰ فوریه، خبر انتشار یک آلبوم چندآهنگه با نام آسمان را با خون رنگ‌آمیزی کن توسط گروه اعلام گردید که سرانجام این آلبوم در تاریخ ۲۳ آوریل ۲۰۲۱ منتشر شد. این آلبوم شامل سه آهنگ جدید به همراه آخرین آهنگ‌های ضبط شده توسط آلکسی لایهو (دو آهنگ اصلی و یک آهنگ بازخوانی شده از گروه دیسکشن) می‌شد. دانیل فریبری نوازنده گیتار گروه در این خصوص که آیا آهنگ‌های بیشتری در این آلبوم وجود خواهند داشت گفت: "آهنگ‌های بیشتری ساخته نشده است. همه آهنگ‌ها و ریف‌هایی که آلکسی در اختیار ما قرار داد بود همین‌ها بودند، بنابراین بقیه‌ای وجود ندارد".
در آوریل ۲۰۲۱ فریبری در یک مصاحبه با مجله لاودوایر در خصوص پایان کار گروه بادم افتر میدنایت پس از مرگ آلکسی لایهو اظهار داشت: "متأسفانه گروه بادم افتر میدنایت به عنوان یک گروه فعال، با آلکسی به خاک سپرده می‌شود. استفاده از نام بادم بدون آلکسی واقعاً برای ما سخت است، زیرا این نام بسیار با آلکسی مرتبط بود".

## اعضای گروه
آخرین ترکیب گروه
- آلکسی لایهو - گیتار لید، خواننده (۱۹۹۳ تا ۲۰۱۹)، گیتار بیس (۱۹۹۳ تا ۱۹۹۴، ۱۹۹۵ تا ۱۹۹۶)، کیبورد (۱۹۹۳ تا ۱۹۹۶، ۲۰۱۹)، گیتار ریتم (۱۹۹۳ تا ۱۹۹۶، ۲۰۰۳، ۲۰۱۵) (در سال ۲۰۲۰ درگذشت)
- یاسکا راتیکاینن - درام (۱۹۹۳ تا ۲۰۱۹)، کیبورد (۱۹۹۳ تا ۱۹۹۶)
- هنکا سپالا - گیتار بیس، همخوان (۱۹۹۵ تا ۲۰۱۹)
- یانه ویرمان - کیبورد، همخوان (۱۹۹۷ تا ۲۰۱۹)
- دانیل فریبری - گیتار ریتم، همخوان (۲۰۱۶ تا ۲۰۱۹)

ترکیب بادم افتر میدنایت (۲۰۲۰ تا ۲۰۲۱)
- آلکسی لایهو - گیتار لید، خواننده (در سال ۲۰۲۰ درگذشت)
- دانیل فریبری - گیتار ریتم، همخوان
- میتیا تویونن - گیتار بیس، همخوان
- والتری واورینن - درام
- لاوری سالوما - کیبورد، همخوان (عضویت در اجرای زنده)

اعضای پیشین
- سامولی میتینن - گیتار بیس، همخوان (۱۹۹۴ تا ۱۹۹۵)
- یانی پیریسیوکی - کیبورد، همخوان (۱۹۹۶ تا ۱۹۹۷)، گیتار ریتم (۱۹۹۴ تا ۱۹۹۵)
- آلکساندر کوپالا - گیتار ریتم، همخوان (۱۹۹۴ تا ۲۰۰۳)
- روپه لاتوالا - گیتار ریتم، همخوان (۲۰۰۴ تا ۲۰۱۵؛ عضو نیمه‌وقت ۲۰۰۳ تا ۲۰۰۴)

اعضای پیشین در اجراهای زنده
- ارنا سیکاویرتا - کیبورد (۱۹۹۸)
- کیمبرلی گاس - کیبورد، همخوان (۱۹۹۸)
- نتا اسکوگ - آکوردئون (عضو مهمان ۲۰۱۵، ۲۰۱۶)
- آنتی ویرمان - گیتار ریتم، همخوان (۲۰۱۵)

## ترانه‌‌شناسی
مقاله اصلی: ترانه‌‌شناسی چیلدرن آو بادم
این گروه در طول فعالیت خود ۱۰ آلبوم استودیویی، ۲ آلبوم زنده، ۲ آلبوم گلچین، ۱ دی وی دی و ۲ مینی آلبوم (EP) منتشر کرد.

آلبوم های استودیویی
| نام آلبوم                 | سال انتشار |
| ------------------------- | ---------- |
| چیزی وحشی                 | ۱۹۹۷       |
| کینه‌توز                   | ۱۹۹۹       |
| از فرشته مرگ پیروی کن     | ۲۰۰۰       |
| فهرست کشته‌شدگان خدمه نفرت | ۲۰۰۳       |
| هنوز بی‌جانی؟              | ۲۰۰۵       |
| مستِ خون                   | ۲۰۰۸       |
| تا همیشه بی‌پروای بی‌رحم    | ۲۰۱۱       |
| هاله خون                  | ۲۰۱۳       |
| آشوب را می‌پرستم           | ۲۰۱۵       |
| مستحکم                    | ۲۰۱۹       |